# Бишхайм (Доннерсберг)
Бишхайм (нем. Bischheim) — община в Германии, в земле Рейнланд-Пфальц.
Входит в состав района Доннерсберг. Подчиняется управлению Кирхгаймболанден. Население составляет 707 человек (на 31 декабря 2010 года). Занимает площадь 6,57 км².